# Gomphichis lancipetala
Gomphichis lancipetala är en orkidéart som beskrevs av Rudolf Schlechter. Gomphichis lancipetala ingår i släktet Gomphichis och familjen orkidéer. Inga underarter finns listade i Catalogue of Life.